# Le Bilan (album)
Pour les articles homonymes, voir Bilan.
Albums de Nèg' Marrons
Rue Case Nègres
(1997) Héritage
(2003)
Le Bilan est le deuxième album studio des Nèg' Marrons sorti en 2000. C'est le premier album du groupe sans Djamatik. C'est un succès commercial pour le groupe, notamment grâce au single du même nom.

## Liste des titres
1. Le Bilan - 4:25 (produit par Alexis Lazare, Ben-J et Jacky Brown)
2. Personne - 4:55 (produit par Jacky & Ben-J, Bee G et Tyrone Downie)
3. Ragga Salsa (feat. MC Janik) - 3:45 (produit par Jacky & Ben-J, Bee G et Tyrone Downie)
4. Ça dégénère - 4:10 (produit par Djimi Finger)
5. Un nouveau souffle - 4:38 (produit par Jacky & Ben-J et Lagrancourt)
6. Les Enfants du soleil - 4:45 (produit par Ben-J)
7. On fait les choses en 2.0.0.0. (feat. Pit Baccardi, Rohff & Mystik) - 5:21 (produit par Jacky & Ben-J et Sulee B Wax)
8. Quitter son pays - 5:08 (produit par Jacky, Bee G et Tyrone Downie)
9. Têtes brûlées (feat. J-Mi Sissoko) - 4:17 (produit par Bee G, Jacky & Ben-J)
10. Front Line (feat. Frankie Paul) - 4:30 (produit par Eddy Grant)
11. J'ai dit oui (feat. Kwin) - 4:06 (produit par )
12. Le Ska (Levez les mains bien haut) - 4:08 (produit par Jacky & Ben-J, Bee G et Tyrone Downie)
13. Fiers d'être Nèg' Marrons - 3:56 (produit par Jacky & Ben-J et Tyrone Downie)
14. Faut K'ça Saigne (feat. Sat & Menzo) - 4:25 (produit par Djimi Finger)

## Samples
- Le Bilan contient un sample de Truths & Rights de Johnny Osbourne[1].
- Ça dégénère contient un sample de I'm Counting on You de Chris de Burgh.

## Ventes et classements
Il se vend à plus de 210 000 exemplaires. Il est certifié disque d'or en France en mai 2000. En mars 2023, la chanson Le bilan est certifiée disque de platine avec plus de 30 millions de streams.